# 후쿠에 대화재
후쿠에 대화재(福江大火 후쿠에 다이카[*])는 1962년 9월 26일 새벽 2시 10분께 일본 나가사키현 후쿠에시 일대의 중심부에서 일어난 대형 화재 사건이다. 이 화재 사건은 이토이가와시 대규모 화재나 한국 고성-속초 대형 산불, 구레시 산불 등을 크게 능가하게 되어 있을 정도로 넌지시 소개되어 있다. 그러나 이 화재로 사망자는 1명도 없었고, 피해를 입은 가구수가 811가구, 피해를 입은 이재민도 역시 3,936명에 이르고 있지만, 연소된 면적은 132,000 제곱미터(39,930 평)에 이른다. 다만 피해 건축물만 하여도 604호 규모에 이르게 되어 있어, 피해 규모도 꽤나 상당한 편으로 보이게 되며, 태평양 전쟁의 패망 이래 일본 최대의 인명 사고이기도 하다. 또한 화재의 원인은 실화(失火)인 것으로 잠정적으로 결론지은 것으로 드러난다.

## 개요
화재 사고의 최초 발화 지점은 규슈 쇼센의 한 창고 부근에서 발화하였던 것으로 추정된다. 일본 소방청의 자료에 따르면, 후쿠에 대화재는 성냥불이 주된 이유로 잠정적으로 결론지은 것으로 드러나고 있다. 연소된 면적은 132,000 제곱미터로 구성되어 있어 나가사키현 역사상 최악의 대형 인재 사고로 손을 꼽히고 있다. 그 시기에는 일본에서 지자체, 정부 등이 주관하여 시정촌을 대대적으로 손질된 형태로 합병하는 작업을 단행하고 있었기 때문에, 대형 화재에 따른 피해가 크게 전가되어 있을 정도로 드러나고 있다. 이 화재 사건의 여파에 따른 인명 사고 중에서 사망자가 제로인 기록을 가지고 있는 매우 특이한 케이스이기도 하다.

## 같이 보기
- 이토이가와시 대규모 화재
- 구레시 산불
- 시애틀 대화재(영어판)